# Nuklearna elektrana Penly
Nuklearna elektrana Penly (fran. Centrale nucléaire de Penly) je nuklearna elektrana u Francuskoj, koja se nalazi oko 10 kilometara sjeveroistočno od mjesta Dieppe, na obali kanala La Manche, a pripada općinama Penly i Saint-Martin-en-Campagne, u francuskom departmanu Seine-Maritime (Normandija). Operator Nuklearne elektrane Penly je EDF (fran. Électricité de France), koji zapošljava u elektrani oko 670 zaposlenika. Nuklearna elektrana Penly ima 2 tlačna reaktora PWR u normalnom radu, svaki s instaliranom snagom od 1 330 MW, a maksimalna izlazna snaga nuklearne elektrane je 2 676 MW. Ona proizvodi godišnje oko 18 TWh električne energije, što je oko 80% potrošnje Normandije.
U siječnju 2009. francuska vlada je predložila gradnju trećeg nuklearnog reaktora, koji bi bio Europski napredni tlačni reaktor EPR (eng. European Pressurized Reactor), koji bi spadao u nuklearne reaktore III. generacije. Gradnja bi trebala početi 2012., a spajanje na elektroenergetski sustav Francuske 2017. Početak gradnje je ipak upitan zbog nesreće u nuklearnoj elektrani Fukushima I.
Tehnički podaci za nuklearne reaktore Penly:
| Nuklearni reaktor | Vrsta reaktora                       | Nazivna snaga | Maksimalna snaga | Gradnja započela  | Spojen na elektroenergetski sustav | Prisutan na tržištu | Zatvaranje |
| ----------------- | ------------------------------------ | ------------- | ---------------- | ----------------- | ---------------------------------- | ------------------- | ---------- |
| Penly 1           | tlačni reaktor PWR                   | 1 330 MW      | 1 382 MW         | 1. rujna 1982.    | 4. svibnja 1990.                   | 1. prosinca 1990.   |            |
| Penly 2           | tlačni reaktor PWR                   | 1 330 MW      | 1 382 MW         | 1. kolovoza 1984. | 4. veljače 1992.                   | 1. studenog 1992.   |            |
| Penly 3           | Europski napredni tlačni reaktor EPR | 1 600 MW      | 1 650 MW         | 2012. (?)         | 2017. (?)                          |                     |            |

## Nezgode u Nuklearnoj elektrani Penly

### Izljev radioaktivne vode u NE Penly 2004.
9. srpnja 2004. dogodilo se izljevanje male količine radioaktivne vode u more iz sekundarnog rashladnog sustava nuklearne elektrane.

### Ionizirajuće zračenje zaposlenika 2011.
11. listopada 2011. jedan zaposlenik je imao povećanu apsorbiranu dozu ionizirajućeg zračenja na svom licu, koja je kasnije dekontaminirana.

### Požar u NE Penly 2012.
5. travnja 2012., oko 12 sati u zaštitnoj zgradi nuklearnog reaktora (kontejnment) buknuo je požar koji je prouzročio curenje radioaktivnih materijala u primarni vodeni sustav reaktora. Reaktor se automatski ugasio, a hitno su poduzete i mjere kojima se smanjio tlak i temperatura vode u sustavu, što je smanjilo ispuštanje radioaktivnosti unutar reaktora na dopuštene vrijednosti. Požar je izbio nakon što je procurilo ulje u primarnoj pumpi (4 pumpe cirkuliraju vodu između nuklearnog reaktora i parogeneratora). Radioaktivnost je ispuštena iz primarnog (reaktorskog) kruga kroz pokvarenu pumpu. Požar je u potpunosti ugašen, a voda s povišenim sadržajem radionuklida uspješno je prikupljena u za to predviđene sustave. Iako izvješća pokazuju da stanje nije zahtijevalo poduzimanje bilo kakvih mjera na području oko elektrane, te kako nema nikakvih utjecaja na okoliš, francuska uprava za nuklearnu sigurnost (ASN) aktivirala je centre za slučaj izvanrednog događaja kako bi analizirali stanje i pratili razvoj situacije. Događaj je svrstan kao nepravilnost u radu (razina 1 prema INES ljestvici).

## Slike
- Nuklearna elektrana Penly - zaštitna ograda.
- Nuklearna elektrana Penly - pogled iz zraka.